# Jean-Paul Gahimbaré
Jean-Paul Gahimbaré (* 22. Dezember 1970) ist ein ehemaliger burundischer Marathonläufer.

## Sportliche Laufbahn
Jean-Paul Gahimbaré trat bei den Olympischen Sommerspielen 2004 in Athen im Marathonlauf an. Er beendete diesen jedoch nicht.